# Mona Kosar Abdi
Mona Kosar Abdi (somalí: Mona Kosaar Cabdi, árabe: منى كوثر عبدي) es una periodista multimedia somalí-estadounidense.
Actualmente trabaja en Cleveland, Ohio, en la filial de ABC Channel 5. Fue reportera en WSET ABC 13, la cadena de televisión ABC afiliada para el mercado de Roanoke / Lynchburg (Virginia). Abdi también es escritora colaboradora en Al Jazeera Media Network. Además, ella es productora asociada y anteriormente se desempeñó como editora de asignaciones en KGTV Channel 10, una estación de televisión afiliada a ABC con sede en San Diego. En 2011, Abdi también fundó y fue la editora jefa del medio de comunicación Gazzetta.